# Michel Adanson
Michel Adanson (7. dubna 1727 Aix-en-Provence – 3. srpna 1806 Paříž) byl francouzský botanik, etnolog, cestovatel a přírodovědec.

## Život
Adanson studoval na pařížské univerzitě u Reného Ferchaulta de Réaumur a Bernarda de Jussieu. Roku 1748 podnikl výzkumnou cestu na Kanárské ostrovy a do francouzských kolonií v Senegalu. Procestoval zejména dolní povodí řek Senegal a Gambie a oblasti přilehlé k pobřeží. Ačkoliv měl především zájmy botanické (jako první popsal obrovský strom baobab), věnoval pozornost i geografii, etnografii a lingvistice a přispěl podstatně k zevrubnému poznání Senegalu a Gambie.
Zemřel v chudobě v 73 letech.
Byl po něm pojmenován rod stromů Adansonia L. z čeledi Bombacoideae. Stejně tak časopis Adansonia nese jeho jméno.
V Jardin des plantes v Paříži byla roku 1856 instalována jeho mramorová socha.

## Dílo
- Histoire naturelle du Sénégal
- Cours d'histoire naturelle fait en 1772
- Familles des plantes
- Histoire de la botanique et plan des familles naturelles des plantes

- Michel Adanson má v Mezinárodním rejstříku jmen rostlin  zkratku Adans..[2]
- Pro autorskou značku Adans. eviduje databáze IPNI tento seznam popsaných rostlin.